# 恋爱缺席的罗曼史
是一部2021年上映的韩国爱情喜剧片，由独立电影《那一夜，我们谈情说爱》导演郑佳映撰写剧本并执导，并由全鐘瑞、孫錫久主演。影片讲述讨厌恋爱但更讨厌孤独的子英和工作爱情都不如意的宇里，他们之间从隐藏名字、理由、心意开始的非常特别的罗曼史，2021年11月24日在韩国上映。

## 演员阵容

### 主要人物
- 全鐘瑞 饰演 子英
- 孫錫久 饰演 宇里

### 其他人物
- 孔敏贞 饰演 善彬[3]
- 金瑟琪 饰演 有美[4]
- 裴侑藍 饰演 雨盛
- 金在华 饰演 总编
- 林成宰 饰演 马初
- 林善宇 饰演 妍熙
- 闵成旭 饰演 成旭
- 高恩敏 饰演 恩敏
- 张书璟 饰演 书璟
- 張義秀 饰演 健身教练
- 吕成旭 饰演 眼镜男
- 朴钟焕 饰演 南宫尚宇

### 友情出演
- 李学周 饰演 民锡

### 特别出演
- 金英玉 饰演 子英的奶奶
- 金光奎 饰演 子英的父亲

## 制作
2020年8月底，全钟瑞、孙锡久确定主演导演郑佳映的商业电影出道作《宇里，子英（우리, 자영）》（制作阶段所采用的暂名），计划下半年开拍。2021年4月，媒体报导此片已杀青。

## 发行
2021年10月20日，片方发布首款预告海报宣布将于11月上映，此片正式定名为《恋爱缺席的罗曼史》。11月2日，导演郑佳映在全球短视频平台TIKTOK发布了一条预告片的模仿视频，因其夸张的化妆和面部表情吸引了众多MZ世代观众的关注。此外，片方还邀请热门网络漫画《柔美的細胞小將》的作者绘制插画版特别海报。
12月17日起提供VOD家庭点播服务。

## 反响
上映首日（11月24日）吸引32,189名观众到影院观影，位列单日票房第三位。CGV金蛋指数高达94%，Daum网站上的观众打分为9分。截至2021年年底，累计观影人次为603,013名，位列韩国本土电影年度票房第九位。

## 奖项纪录
| 年份   | 颁奖礼             | 奖项                | 入围者         | 结果 | 备注          |
| ------ | ------------------ | ------------------- | -------------- | ---- | ------------- |
| 2022年 | 第58屆百想藝術大獎 | 电影部门 最佳电影   | 不適用         | 提名 | [ 17 ] [ 18 ] |
| 2022年 | 第58屆百想藝術大獎 | 电影部门 最佳导演   | 郑佳映         | 提名 | [ 17 ] [ 18 ] |
| 2022年 | 第58屆百想藝術大獎 | 电影部门 最佳女主角 | 全钟瑞         | 提名 | [ 17 ] [ 18 ] |
| 2022年 | 第58屆百想藝術大獎 | 电影部门 最佳剧本   | 郑佳映、王慧智 | 獲獎 | [ 19 ]        |
| 2022年 | 第58屆大鐘獎       | 最佳女配角          | 孔敏贞         | 提名 | [ 20 ] [ 21 ] |